# Filtr s nekonečnou impulzní odezvou
Filtr s nekonečnou impulzní odezvou (IIR, infinite impulse response) je diskrétní lineární filtr, který má nekonečnou impulzní odezvu, vyžaduje minimálně jednu zpětnovazební smyčku. IIR je rekurzivní filtr, přenos je tvořen podílem polynomů.

## Způsoby realizace IIR
- přímá forma
- kaskádní forma
- paralelní forma

## Výhody filtru IIR
- malý řád přenosové funkce
- relativně malé zpoždění při zpracování vstupního vzorku
- nízké nároky na paměť při výpočtu stavových proměnných a koeficientů
- jednoduchý návrh
- k číslicovému filtru většinou existuje analogový protějšek

## Nevýhody filtru IIR
- může nastat problém se stabilitou
- není možné zajistit lineární fázovou kmitočtovou charakteristiku v celém rozsahu
- v důsledku zpětných vazeb je zde větší náchylnost k saturaci aritmetiky procesoru
- jejich užití pro adaptivní zpracování je obtížnější
- příliš velká citlivost na kvantování

## Příklad filtru IIR
Filtr IIR 1. řádu:
y[n] = -0.8y[n-1] + 5x[n]
Určete odezvu na jednotkový impuls a předpokládejte nulové počáteční podmínky.
y[0] = -0.8y[-1] + 5x[0] = -0.8*0 + 5*1 = 5
y[1] = -0.8y[0] + 5x[1] = -0.8*5 + 5*0 = -4
y[2] = -0.8y[1] + 5x[2] = -0.8*(-4) + 5*0 = 3.2
y[3] = -0.8y[2] + 5x[3] = -0.8*3.2 + 5*0 = -2.56
…
y[n] = 5*(-0.8)^n
Výstup - impulsní odezva je tedy geometrická posloupnost (má všechny členy nenulové).